# Tienray
Tienray (Limburgs: Tiendere) is een dorp in de Nederlands-Limburgse gemeente Horst aan de Maas (sinds 2010).
Tienray is bekend als bedevaartplaats 'Klein Lourdes'. Tot 2010 behoorde Tienray tot de voormalige gemeente Meerlo-Wanssum. Daarvoor, tot 1969, behoorde het tot de voormalige gemeente Meerlo. Het dorp telt ruim 1200 inwoners. Archeologische vondsten hebben uitgewezen dat er rond 5000 voor Christus al mensen woonden.

## Etymologie
'Tien' is mogelijk afgeleid van Teden of Teijden dat duidt op het Germaanse Thiadodinggahem (= woonplaats van de volksstam Theuabod), een volk dat in de regio woonde. Raai of rode is een ontginning.

## Geschiedenis
Het dorp ontstond als een middeleeuwse ontginning. In 1442 werd een Mariakapel gebouwd, en vooral in de 17e en 18e eeuw kwam de Mariaverering tot bloei. Vanaf 1875 werd Tienray opnieuw een Maria-bedevaartplaats en mocht zich uiteindelijk zelfs Klein Lourdes noemen.
Het dorp werd getroffen door oorlogsgeweld in de laatste maanden van 1944.

## Bezienswaardigheden
- De Onze-Lieve-Vrouw-Troosteres-der-Bedruktenkerk, uit 1950.
- Het Kruiswegpark, uit 1913 en later, beginnend in park Over de Beek
- De kiosk, aan Kloosterstraat 3, uit 1908. Oorspronkelijk bedoeld voor de verkoop van devotionalia.
- Missieklooster "Sint-Joseph", van de Missiezusters van het Kostbaar Bloed, uit 1909.

## Hanna van de Voort
Tijdens de Tweede Wereldoorlog was Hanna Van de Voort kraamverzorgster in het Limburgse Tienray. Samen met student Nico Dohmen en onderduiker Kurt Loewenstein bezorgde ze tussen 1942 en 1944 Joodse kinderen een plaats om onder te duiken. Het ging voornamelijk om kinderen die werden weggesmokkeld uit een crèche in Amsterdam, tegenover de Hollandsche Schouwburg, waar joden werden verzameld voor deportatie.
De kinderen bleven doorgaans eerst enkele dagen bij Van de Voort, waarna ze geplaatst werden bij boerenfamilies in de omgeving. De kinderen werden geregeld overgeplaatst naar nieuwe locaties als ze ontdekt dreigden te worden. De kinderen kregen een nieuwe identiteit, en hen wordt geleerd hoe ze zich voor moeten doen als katholieke kinderen. Dohmen had namens de verzetsorganisatie contact met de kinderen en steunt ze door ze aan te moedigen om vol te houden.
Van de Voort en Dohmen werden in 1987 geëerd met de Yad Vashem-onderscheiding. In Tienray staat een bronzen beeldengroep als monument voor deze verzetsgroep.

## Vervoer
- Tienray had van 1883 tot 1938 een station (station Meerlo-Tienray) aan de Maaslijn.
- Tienray wordt bediend door buslijn 88 van Arriva.
- Tienray is ook bereikbaar via aansluiting 10 van de A73.

## Geboren
- Maarten van Elst (1980), voetballer